# آلساندرو پیو
آلساندرو پیو (ایتالیایی: Alessandro Piu؛ زاده ۳۰ ژوئیهٔ ۱۹۹۶) یک بازیکن فوتبال اهل ایتالیا و باشگاه اسپزیا است.